# Cecil Plains
Cecil Plains – miasto w Australii, w stanie Queensland.